# Albert Goudreau
 (septembre 2018).
Albert Goudreau (né le 4 février 1887 à Wotton, mort le 12 octobre 1962 à Sherbrooke) est un homme politique québécois. Il a été député de l'Union nationale pour la circonscription de Richmond de 1935 à 1939 et de 1944 à 1952.

## Biographie
Albert Goudreau fit ses études à l'École rurale de Wotton. Il travailla comme agriculteur de 1913 à 1920, avant de devenir contremaître à l'usine de la Canada Paper Co. de Windsor Mills, où il travailla jusqu'en 1927. Il déménagea ensuite à Asbestos, où il fut entrepreneur et charpentier-menuisier. Impliqué dans le milieu syndical, il fonda le Syndicat des ouvriers d'Asbestos en 1934 et fut son premier président. Il fit partie de diverses associations locales comme la Société Saint-Jean-Baptiste d'Asbestos, la Caisse populaire d'Asbestos et s'impliqua également auprès des Chevaliers de Colomb et de la Ligue du Sacré-Cœur.
Il s'occupa de politique d'abord au niveau municipal, en tant que conseiller du canton de Windsor de 1916 à 1918. À Asbestos, il fut échevin de 1933 à 1944, puis maire de 1945 à 1950. En politique québécoise, il se fit élire une première fois en 1935 comme candidat conservateur dans Richmond. Puis, il se rallia à la nouvelle bannière de l'Union nationale de Maurice Duplessis et fut élu en 1936. Il fut battu aux élections de 1939 et réélu en 1944, et 1948.
Après sa défaite aux élections de 1952, Goudreau alla s'établir à Sherbrooke où il devint inspecteur des bâtiments de 1953 à 1957. Il revint à Asbestos en 1958.